# Krysta Palmer
Krysta Palmer (Carson City, 13 de junho de 1992) é uma saltadora estadunidense, medalhista olímpica.

## Carreira
Palmer competiu pela Universidade de Nevada em Reno, onde foi eleita a melhor aluna-atleta da instituição na temporada 2015-16. Ela conquistou a medalha de bronze nos Jogos Olímpicos de Verão de 2020 em Tóquio na prova de trampolim 3 m feminino após somar 343.75 nos cinco saltos da final.